# John Sims
John Sims (Belper, 14 agosto 1952) è un allenatore di calcio ed ex calciatore inglese, di ruolo attaccante.

## Carriera
Esordisce tra i professionisti all'età di 20 anni con il Derby County giocando 3 partite nella prima divisione inglese nel corso della stagione 1972-1973. L'anno seguente viene invece ceduto in prestito al Luton Town, in seconda divisione, dove comunque pur segnando il suo primo gol in carriera tra i professionisti non gioca con continuità, disputando solamente 3 partite di campionato; viene mandato in prestito anche nella stagione 1974-1975, prima all'Oxford Utd (7 presenze ed una rete in seconda divisione) e poi al Colchester Utd (2 presenze in terza divisione).
Nell'estate del 1975 si trasferisce a titolo definitivo al Notts County, club di seconda divisione; alle Magpies pur non giocando da titolare fisso trova comunque buona continuità di impiego: nell'arco delle tre stagioni che trascorre in rosa, infatti, totalizza complessivamente 61 presenze e 13 reti in seconda divisione. Scende poi di categoria per accasarsi all'Exeter City, con cui trascorre una stagione in terza divisione giocando da titolare e segnando con buona regolarità (11 reti in 34 presenze). Nel quadriennio successivo, ovvero dal 1979 al 1983, gioca invece in terza divisione nel Plymouth: con i Pilgrims totalizza complessivamente 163 presenze e 43 reti in partite di campionato. Nel biennio seguente milita infine in quarta divisione, dividendosi tra il Torquay Utd (di cui per un breve periodo nel 1985 diventa anche allenatore) ed una seconda esperienza all'Exeter City, meno positiva della precedente. Il ritiro definitivo avviene invece nel 1986, dopo un'ultima stagione a livello semiprofessionistico con la maglia del Saltash United.
In carriera ha totalizzato complessivamente 345 presenze e 76 reti nei campionati della Football League.